# Faculdades Vale do Piancó
As Faculdades Vale do Piancó (FAVAP) são uma instituição de ensino superior privada brasileira, com sede em Itaporanga, na Paraíba, credenciada pelo Ministério da Educação (MEC).
Em 2018, o Centro Universitário de Patos adquiriu as Faculdades Vale do Piancó, após negociação realizada entre a direção das duas instituições de ensino ensino superior. A instituição possui o curso de graduação em Serviço Social, autorizado pelo MEC.